# Anuraeopsis cristata
Anuraeopsis cristata är en hjuldjursart som beskrevs av Berzinš 1956. Anuraeopsis cristata ingår i släktet Anuraeopsis och familjen Brachionidae. Inga underarter finns listade i Catalogue of Life.